# Bokkebuurt
Bokkebuurt is een gehucht in de gemeente Westerkwartier in het westen van de Nederlandse provincie Groningen. Het ligt ten noorden van Doezum langs de Doezumertocht, tussen Peebos en de Eesterweg. Het gehucht kreeg in 2007 eigen plaatsnaamborden, maar die zijn sindsdien weer verdwenen. Het buurtje is waarschijnlijk ontstaan tijdens het graven van de Doezumertocht. Het stond in Doezum bekend als een arme buurt. De naar is waarschijnlijk afgeleid van bok, het Groningse woord voor geit, die door de bewoners van het gehucht werden gehouden.

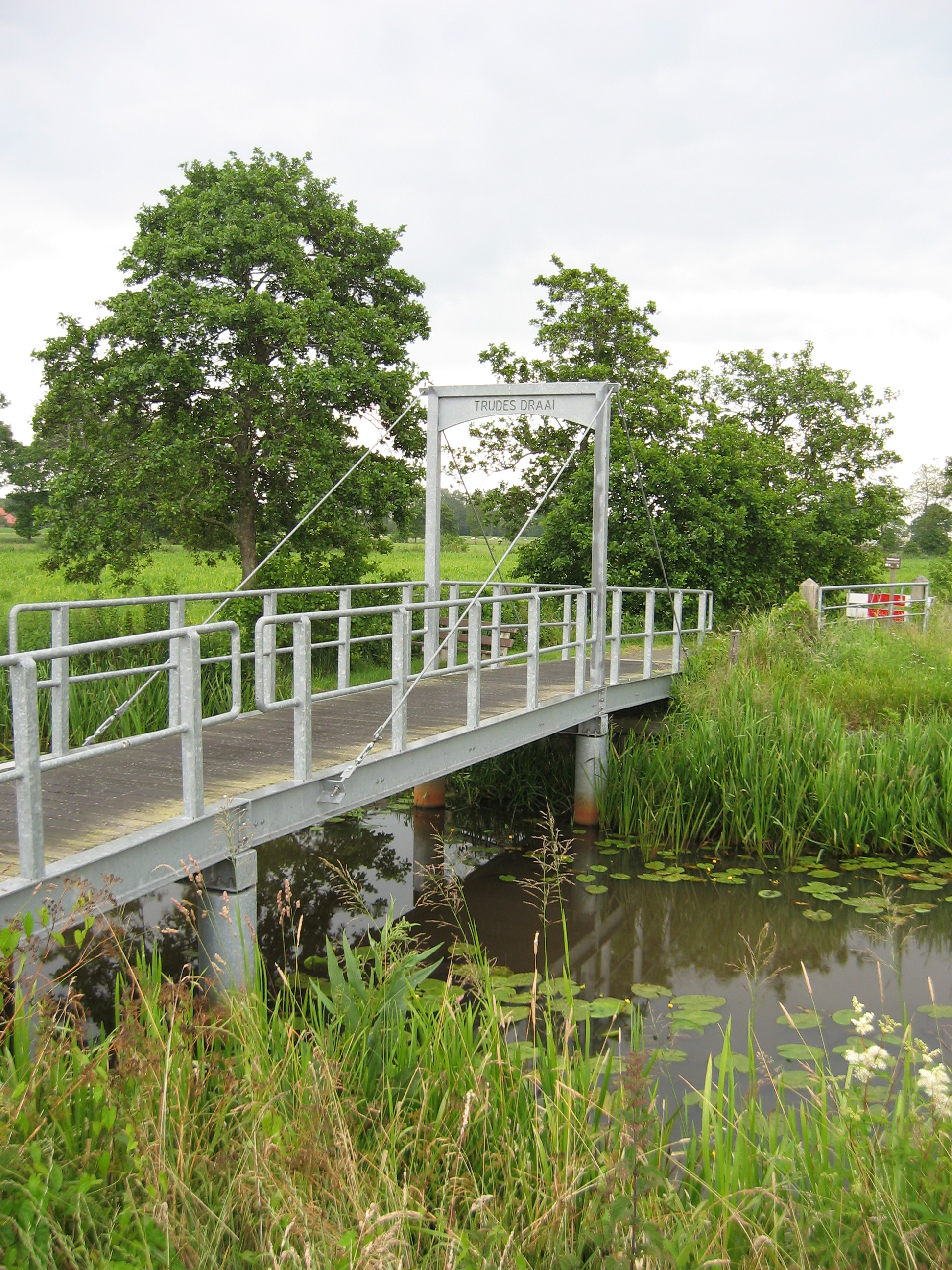
Brug over de Doezumertocht